# El Covarón
La cueva de El Covarón está situada en las cercanías de la localidad asturiana de Parres, en el concejo de Llanes.
La cueva había sido estudiada desde el punto de vista prehistórico en 1950, pero hasta 1979 no se descubren las pinturas rupestres. En este primer momento se descubre una serie de pinturas con carencia total de figuras. El motivo pictórico se basaba en un conjunto de líneas.
En 1983, en un estudio posterior, se descubrió una serie extensa de figuras, en la mayoría de los casos mal conservadas, situada en las galerías más elevadas. 
En la cueva se encuentran pinturas de caballos, cuadrúpedos, cérvidos, etc.
- Datos: Q5821611